# Шамов Володимир Миколайович
Володи́мир Микола́йович Ша́мов  (22 травня (3 червня) 1882, Мензелінськ, Уфимська губернія – 30 березня 1962, Ленінград) - видатний хірург, трансфузіолог, вчений, дійсний член Академії медичних наук СРСР (з 1945 року), лауреат Ленінської премії, завідувач кафедри хірургії Харківського медичного інституту (1923-1939).

## Життєпис
Народився 22 травня (за старим стилем 3 червня) 1882 року м. Мензелінськ, Уфімська губернія (зараз Республіка Татарстан) у родині лікаря і фельдшерки. По закінченні гімназії у Пермі у 1901 році вступає в Петербурзьку військово-медичну академію. Бере участь у революційному русі, в 1905 заарештований та висланий з Петербургу. Лише у 1908 Володимир Миколайович закінчує академію з відзнакою. За конкурсом його залишають на три роки у шпитальній клініці (яка була створена на базі хірургічного відділення 2-го Санкт-Петербурзького військово-сухопутного шпиталю) під керівництвом С. П. Федорова. З 1909 роек В. М. Шамов виконує обов'язки ординатора в цій клініці. У 1913 році захищає докторську «О значении физических методов для хирургии злокачественных новообразований»,  яка пізніше стає монографією.
Після захисту дисертації, у тому ж році, молодий вчений на півтора року вирушає у відрядження до Англії та США, де працює у найвідоміших хірургів та нейрохірургів того часу: Г. Кушинга, А. Карреля, Д. Крайля та інших. Також бере участь у роботі IV Міжнародного хірургічного конгресу, знайомиться з роботою клінік Лондона, Нью-Йорка, Бостона, Чикаго. Саме в цей час Шамов В. М. починає цікавитися питаннями переливання крові.
З початком Першої Світової війни Володимир Миколайович повертається з відрядження до Петербургу, де стає старшим асистентом в клініці С. П. Федорова. Під час громадянської війни, як завідувач хірургічного відділення В. М. Шамов стикається з необхідністю переливання крові тяжко пораненим. У цей період він створює стандартні сироватки для визначення групи крові. 20 липня 1919 року вчений першим в вітчизняній практиці проводить успішне перепливання крові. Надалі це стає основним напрямом наукової діяльності Володимира Миколайовича.
У 1923 р. В. М. Шамов був одностайно обраний професором та очолив кафедру факультетської хірургії № 2 Харківського медичного інституту (1923—1939), а згодом — хірургічну клініку Українського інституту експериментальної медицини. Також він був директором Харківської обласної клінічної лікарні (з 1932 року) та Українського центрального інституту переливання крові (1930—1939).
У 1939 році В. М. Шамов повертається до Ленінграда, де після смерті свого вчителя, професора С. П. Федорова, обраний керівником кафедри факультетської хірургії Військово-медичної академії.
Під час Другої Світової війни, з березня 1943, працює  заступником головного хірурга Радянської Армії з питань нейрохірургії та переливання крові. По закінченні війни, з 1947 року Володимир Миколайович призначений директором Ленінградського нейрохірургічного інституту, де на нього покладені обов'язки головного нейрохірурга РФСР.
Помер 30 березня 1962 року у Ленінграді, де і похований на Богословському кладовищі.

## Наукова та педагогічна робота
Володимир Миколайович Шамов визначив шляхи подальшого розвитку хірургії: вплив на гемопоез та його обмінні процеси у вигляді переливання крові, з урахуванням її ізогемагглютинаційних властивостей, хірургія системи ендокринно-вегетативної регуляції та центральної нервової системи, трансплантаційна хірургія. Роки роботи вченого в Україні стали періодом розквіту його наукової, суспільної, організаторської  діяльності, які успішно поєднувалися з хірургічною практикою.
Загалом Харківський період діяльності В. М. Шамова (1923-1939) був дуже продуктивним. Цьому сприяло і його переміщення у 1925 році на звільнену після смерті професора М. П. Трінклера кафедру факультетської хірургії  №1. Під керівництвом В. М. Шамова обидві ці кафедри (факультетської хірургії № 1 і 2) злилися в одну, розташовану в новому приміщенні. Також саме у Харкові  Володимир Миколайович організував перше в Україні нейрохірургічне відділення, експериментальну лабораторію та урологічне відділення. У цей період В. М. Шамов активно оперує, та перший в країні в 1927 році успішно проводить панкреатодуоденальну резекцію. У 1928  він розробив оригінальний метод переливання фібринозної (трупної) крові і експериментально (на собаках) довів можливість та безпечність такого виду переливання.
У 1930 році В. М. Шамов заснував у Харкові Український інститут гематології та переливання крові (в 1931 реорганізований у Всеукраїнський інститут гематології, невідкладної хірургії та переливання крові). Ця установа була всього другим (після московського) інститутом такого профілю в країні. Вчений спочатку очолив інститут, а потім став керівником його науково-дослідного сектора. Пізніше Володимир Миколайович став завідувачем хірургічної клініки Українського інституту експериментальної медицини.
У Харкові вчений працює над поглибленням і поширенням теорії та практики переливання крові та її компонентів з урахуванням її групової сумісності: переливання консервованої крові, крапельне переливання, імунотрансфузія. Вивчає питання донорства та його організації. У 1934 році за пропозицією Володимира Миколайовича регламентовані права та обов’язки донора, які потім були поширені на всю країну.
Професор В. М. Шамов був одним із основоположників хірургії нервової системи в СРСР, він започаткував вивчення проблеми трофічних процесів. У роботі «О влиянии раздражения верхнего симпатического нервного узла на секрецию гипофиза» Володимир Миколайович уперше встановив надзвичайно важливий факт нервового збудження секреції гіпофіза. У 1932 Володимир Миколайович уперше в країні організовує курс нейрохірургії для студентів при факультетській клініці. Під його керівництвом успішно вивчалися найскладніші питання клінічної хірургії (аллотрансплантація, черепно-мозкова, ендокринна хірургія). За ініціативою професора В. М. Шамова створено Товариство хірургів УССР, першим головою якого він став.
Володимир Миколайович є автором близько 140 праць, присвячених питанням знеболювання, переливання крові, пересадці тканин й органів, онкології та різним проблемам хірургії. Був співредактором, а також членом редколегії 8 журналів, таких як: «Врачебное дело» (зараз «Лікарська справа»), «Українські медичні вісті», «Український медичний архів», «Новая хирургия» ( теперішня «Хирургия. Журнал им. Н. И. Пирогова»).
За розробку і впровадження в практику методу заготовки та використання фібринозної крові В. М. Шамов посмертно був нагороджений Ленінською премією в 1962 році.

## Звання
·      1913 р. – доктор медичних наук
·      1916 р. – приват-доцент
·      1923р. – професор
·      1945 р. – дійсний член Медичної академії СРСР

## Нагороди та відзнаки
·      1935 р. – заслужений діяч науки УССР
·      1935 р. – Орден Трудового Червоного Прапора
·      1962 р. – Ленінська премія посмертно (за розробку та впровадження у практику методу заготівлі та використання фібринолізованої крові)
·      Орден Леніна (двічі)
·      Орден Червоної Зірки

## Пам'ять
У 1971 році у місті Санкт-Петербург на будівлі Військово-медичної академії встановлено меморіальну дошку.
10 жовтня 1984 року у Санкт-Петербурзі на будівлі Нейрохірургічного інституту ім. А. Л. Поленова встановлено меморіальну дошку.
15 листопада 2007 року у дворі петербурзької станції переливання крові встановлено бюст В. М. Шамова.